# ГЕС Мткварі
ГЕС Мткварі — гідроелектростанція, що споруджується у південній частині Грузії. Знаходячись між ГЕС Akıncı (вище за течією в Туреччині) та ГЕС Чітахеві (21 МВт), становитиме верхній ступінь каскаду на річці Мткварі (грузинська назва Кури, яка належить до басейну Каспійського моря).
У межах проєкту річку біля селища Руставі перекриють кам'яно-накидною греблею з непроникним ядром висотою 32 м та довжиною 300 м. Вона утримуватиме витягнуте по долині на 3 км водосховище з площею поверхні від 0,45 км2 до 0,62 км2 та об'ємом 2,67 млн м3 (корисний об'єм 0,9 млн м3).
Зі сховища через правобережний масив прокладуть дериваційний тунель довжиною 9,6 км, який виходитиме до розташованого на березі все тієї ж Мткварі машинного залу. При цьому, оскільки річка після Руставі описує вигнуту на захід велику дугу, відстань між греблею та залом по руслу перевищує 25 кілометрів.
Основне обладнання ГЕС становитимуть дві турбіни типу Френсіс загальною потужністю 53 МВт. При напорі у 104 м вони повинні забезпечувати виробництво 245 млн кВт·год електроенергії на рік.
Видача продукції відбуватиметься по ЛЕП, розрахованій на роботу під напругою 220 кВ.
Реалізація проєкту почалась ще у 2009 році. У наступні кілька років були виконані певні роботи, зокрема із прокладання дериваційного тунелю, проте станом на середину 2010-х будівництво зупинилось. Наразі компанія Georgia's Co-Investment Fund, яка з 2014 року стала одноосібним інвестором проєкту, намітила як черговий термін його завершення 2019 рік.